# Gran Premio de Australia de Motociclismo de 2009
El Gran Premio de Australia de Motociclismo de 2009 (oficialmente: Iveco Australian Motorcycle Grand Prix) fue la decimoquinta prueba del Campeonato del Mundo de Motociclismo de 2009. Tuvo lugar en el fin de semana del 16 al 18 de octubre de 2009 en el Circuito de Phillip Island,, situado en la isla de Phillip Island,  estado de Victoria, Australia.
La carrera de MotoGP fue ganada por Casey Stoner, seguido de Valentino Rossi y Dani Pedrosa. Marco Simoncelli ganó la prueba de 250 cc, por delante de Héctor Barberá y Raffaele De Rosa. La carrera de 125 cc fue ganada por Julián Simón, Bradley Smith fue segundo y Sandro Cortese tercero.

## Resultados

### Resultados MotoGP
| Pos.    | N.º | Piloto           | Constructor | Vueltas | Tiempo     | Parrilla | Pts. |
| ------- | --- | ---------------- | ----------- | ------- | ---------- | -------- | ---- |
| 1       | 27  | Casey Stoner     | Ducati      | 27      | 40:56.651  | 1        | 25   |
| 2       | 46  | Valentino Rossi  | Yamaha      | 27      | +1.935     | 2        | 20   |
| 3       | 3   | Dani Pedrosa     | Honda       | 27      | +22.618    | 3        | 16   |
| 4       | 15  | Alex de Angelis  | Honda       | 27      | +32.702    | 6        | 13   |
| 5       | 5   | Colin Edwards    | Yamaha      | 27      | +35.885    | 5        | 11   |
| 6       | 4   | Andrea Dovizioso | Honda       | 27      | +38.842    | 10       | 10   |
| 7       | 33  | Marco Melandri   | Kawasaki    | 27      | +44.461    | 14       | 9    |
| 8       | 14  | Randy de Puniet  | Honda       | 27      | +44.941    | 8        | 8    |
| 9       | 36  | Mika Kallio      | Ducati      | 27      | +54.345    | 9        | 7    |
| 10      | 24  | Toni Elías       | Honda       | 27      | +1:01.205  | 11       | 6    |
| 11      | 7   | Chris Vermeulen  | Suzuki      | 27      | +1:05.417  | 15       | 5    |
| 12      | 65  | Loris Capirossi  | Suzuki      | 27      | +1:05.950  | 17*      | 4    |
| 13      | 41  | Gábor Talmácsi   | Honda       | 27      | +1:17.951  | 16       | 3    |
| 14      | 41  | James Toseland   | Yamaha      | 27      | +1:17.985  | 12       | 2    |
| 15      | 69  | Nicky Hayden     | Ducati      | 26      | + 1 vuelta | 7        | 1    |
| Ret     | 99  | Jorge Lorenzo    | Yamaha      | 0       | Caída      | 4        |      |
| DNS     | 88  | Niccolò Canepa   | Ducati      |         |            |          |      |
| 1.      |     |                  |             |         |            |          |      |
| Fuente: |     |                  |             |         |            |          |      |

### Resultados 250cc
- Carrera detenida con bandera roja después de 18 vueltas por el accidente de Roberto Locatelli. Locatelli no clasificó por no regresar al parque cerrado al cumplirse 5 minutos desde que se mostró la bandera roja.

| Pos.    | N.º | Piloto              | Constructor | Vueltas | Tiempo    | Parrilla | Pts. |
| ------- | --- | ------------------- | ----------- | ------- | --------- | -------- | ---- |
| 1       | 58  | Marco Simoncelli    | Gilera      | 18      | 28:17.403 | 2        | 25   |
| 2       | 40  | Héctor Barberá      | Aprilia     | 18      | +2.434    | 5        | 20   |
| 3       | 35  | Raffaele De Rosa    | Honda       | 18      | +2.604    | 1        | 16   |
| 4       | 16  | Jules Cluzel        | Aprilia     | 18      | +12.118   | 12       | 13   |
| 5       | 63  | Mike Di Meglio      | Aprilia     | 18      | +12.192   | 6        | 11   |
| 6       | 17  | Karel Abraham       | Aprilia     | 18      | +12.413   | 11       | 10   |
| 7       | 4   | Hiroshi Aoyama      | Honda       | 18      | +12.455   | 3        | 9    |
| 8       | 55  | Héctor Faubel       | Honda       | 18      | +13.112   | 9        | 8    |
| 9       | 14  | Ratthapark Wilairot | Honda       | 18      | +13.560   | 7        | 7    |
| 10      | 19  | Álvaro Bautista     | Aprilia     | 18      | +27.779   | 10       | 6    |
| 11      | 12  | Thomas Lüthi        | Aprilia     | 18      | +28.222   | 15       | 5    |
| 12      | 52  | Lukáš Pešek         | Aprilia     | 18      | +28.657   | 14       | 4    |
| 13      | 6   | Alex Debón          | Aprilia     | 18      | +33.892   | 4        | 3    |
| 14      | 73  | Shuhei Aoyama       | Honda       | 18      | +38.779   | 16       | 2    |
| 15      | 48  | Shoya Tomizawa      | Honda       | 25      | +40.529   | 18       | 1    |
| 16      | 11  | Balázs Németh       | Aprilia     | 18      | +1:23.200 | 21       |      |
| 17      | 8   | Bastien Chesaux     | Aprilia     | 18      | +1:24.298 | 24       |      |
| 18      | 10  | Imre Tóth           | Aprilia     | 17      | +1 vuelta | 23       |      |
| 19      | 53  | Valentin Debise     | Honda       | 17      | +1 vuelta | 22       |      |
| NC      | 15  | Roberto Locatelli   | Gilera      | 18      | +30.515*  | 17       |      |
| Ret     | 7   | Axel Pons           | Aprilia     | 16      | Retirado  | 19       |      |
| Ret     | 25  | Alex Baldolini      | Aprilia     | 15      | Retirado  | 13       |      |
| Ret     | 75  | Mattia Pasini       | Aprilia     | 7       | Caída     | 8        |      |
| Ret     | 56  | Vladimir Leonov     | Aprilia     | 7       | Retirado  | 20       |      |
| 1.      |     |                     |             |         |           |          |      |
| Fuente: |     |                     |             |         |           |          |      |

### Resultados 125cc
| Pos.    | N.º | Piloto             | Constructor | Vueltas | Tiempo    | Parrilla | Pts. |
| ------- | --- | ------------------ | ----------- | ------- | --------- | -------- | ---- |
| 1       | 60  | Julián Simón       | Aprilia     | 23      | 37:55.798 | 3        | 25   |
| 2       | 38  | Bradley Smith      | Aprilia     | 23      | +0.313    | 5        | 20   |
| 3       | 11  | Sandro Cortese     | Derbi       | 23      | +2.057    | 7        | 16   |
| 4       | 44  | Pol Espargaró      | Derbi       | 23      | +2.161    | 1        | 13   |
| 5       | 24  | Simone Corsi       | Aprilia     | 23      | +2.330    | 4        | 11   |
| 6       | 18  | Nicolás Terol      | Aprilia     | 23      | +3.239    | 2        | 10   |
| 7       | 7   | Efrén Vázquez      | Derbi       | 23      | +3.290    | 11       | 9    |
| 8       | 29  | Andrea Iannone     | Aprilia     | 23      | +12.820   | 8        | 8    |
| 9       | 93  | Marc Márquez       | KTM         | 23      | +22.355   | 6        | 7    |
| 10      | 33  | Sergio Gadea       | Aprilia     | 23      | +22.602   | 16       | 6    |
| 11      | 45  | Scott Redding      | Aprilia     | 23      | +29.181   | 24       | 5    |
| 12      | 77  | Dominique Aegerter | Derbi       | 23      | +29.199   | 17       | 4    |
| 13      | 99  | Danny Webb         | Aprilia     | 23      | +29.222   | 21       | 3    |
| 14      | 94  | Jonas Folger       | Aprilia     | 23      | +29.369   | 23       | 2    |
| 15      | 35  | Randy Krummenacher | Aprilia     | 23      | +29.461   | 22       | 1    |
| 16      | 14  | Johann Zarco       | Aprilia     | 23      | +29.709   | 19       |      |
| 17      | 8   | Lorenzo Zanetti    | Aprilia     | 23      | +31.251   | 13       |      |
| 18      | 73  | Takaaki Nakagami   | Aprilia     | 23      | +32.482   | 14       |      |
| 19      | 39  | Luis Salom         | Aprilia     | 23      | +58.333   | 25       |      |
| 20      | 88  | Michael Ranseder   | Aprilia     | 23      | +58.485   | 20       |      |
| 21      | 71  | Tomoyoshi Koyama   | Loncin      | 23      | +1:19.017 | 15       |      |
| 22      | 53  | Jasper Iwema       | Honda       | 23      | +1:23.621 | 26       |      |
| 23      | 21  | Jakub Kornfeil     | Loncin      | 23      | +1:23.731 | 27       |      |
| 24      | 97  | Brad Gross         | Yamaha      | 22      | +1 vuelta | 29       |      |
| 25      | 10  | Luca Vitali        | Aprilia     | 22      | +1 vuelta | 28       |      |
| 26      | 87  | Luca Marconi       | Aprilia     | 22      | +1 vuelta | 31       |      |
| 27      | 54  | Andrew Lawson      | Honda       | 22      | +1 vuelta | 33       |      |
| Ret     | 98  | Levi Day           | Honda       | 22      | +1 vuelta | 32       |      |
| Ret     | 12  | Esteve Rabat       | Aprilia     | 21      | Retirado  | 10       |      |
| Ret     | 96  | Nicky Diles        | Aprilia     | 7       | Retirado  | 30       |      |
| Ret     | 17  | Stefan Bradl       | Aprilia     | 2       | Caída     | 12       |      |
| Ret     | 6   | Joan Olivé         | Derbi       | 2       | Retirado  | 9        |      |
| Ret     | 16  | Cameron Beaubier   | KTM         | 2       | Caída     | 18       |      |
| DNS     | 19  | Quentin Jacquet    | Aprilia     |         |           |          |      |
| DNS     | 30  | Dylan Mavin        | Honda       |         |           |          |      |
| Fuente: |     |                    |             |         |           |          |      |